# ناوچه کلاس ناکس
ناوچه کلاس ناکس (به انگلیسی: Knox-class frigate) یک کلاس از کشتی است که طول آن ۴۳۸ فوت (۱۳۴ متر) می‌باشد.